# Zengoaga
Zengoaga est un village du Cameroun situé dans le département de la Haute-Sanaga et la région du Centre.
Son nouveau chef de groupement (2e degré) est, depuis janvier 2019, SM Ndem Mengole Alain Sylvestre, alors âgé de 35 ans et successeur de SM Ndem Denis. Il fait partie de la commune de Nanga-Eboko et est l'un des villages qui constituent le groupement qui porte le même nom à savoir, le groupement de Zengoaga.